# 米勒斯米爾斯 (紐約州)
米勒斯米爾斯（英語：Millers Mills）是位於美國紐約州赫基默縣的非建制地區。

## 歷史
米勒斯米爾斯的郵局於1870年設立，其後於1953年停運。

## 地理
米勒斯米爾斯所處的海拔為高於海平面408米（即1339英呎），而該地所採用的時區為UTC-5，即北美东部时区（EST）。同時該地設有夏令時間，為UTC-5調快一小時，即UTC-4（EDT）。